# Rorico de Dorestad

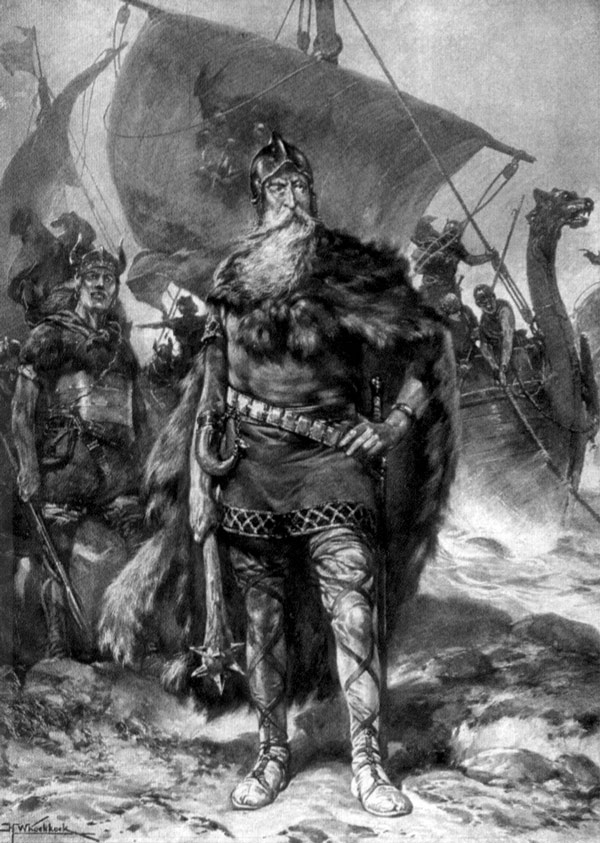
Rorico, segundo H. W. Koekkoek. Ilustração para [http://www.earth-history.com/Europe/Teutonic/chap22.htm "Teutonic myth and legend"

Rorico (em latim: Roricus; em dinamarquês: Hrørek) foi um viquingue dinamarquês que reinou sobre diversas partes da Frísia entre os anos de 841 e 873.

## Família
Rorico tinha um irmão chamado Haroldo. Haroldo Klak fora provavelmente seu tio, e Godfrid Haraldsson seu primo. A identidade de seu pai continua incerta. Existem várias interpretações das fontes iniciais de sua família, principalmente porque nomes tais como Haroldo são repetidos nos textos sem grandes esforços na distinção das pessoas. Mas Haroldo Klak teve pelo menos três irmãos. Anulo (morto em 812), Reginfredo (morto em 814) e Hamingo Halfansson (morto em 837). Qualquer um deles pode ter sido o pai do jovem Haroldo e de Rorico. Muitos escritores escolheram Hamingo por razões cronológicas, estimando que Rorico nascera após 810. Isso mantém-se uma teoria plausível, mas não uma conclusão inquestionável.

## Biografia
O jovem Haroldo fora exilado da Dinamarca e atacava constantemente Frísia. Fizera uma aliança com Lotário I, estando este envolvido num conflito contra Luís o Pio, seu pai. Frísia pertencia às terras de Luís e os raides tinham o objectivo de o enfraquecer. Em 841 Luís estava morto e Lotário concedeu a Haroldo e Rorico parcelas de Frísia. O seu objectivo na altura era a de estabelecer uma presença militar em Frísia, uma segurança contra os seus rivais políticos Luís, o Germânico e Carlos II de França. Os dois nórdicos usavam ilhas como base das operações, sendo a base principal de Rorico a ilha de Wieringen, enquanto que Haroldo operava desde a ilha de Walcheren. Por essa época, já ambos governavam Dorestad.
Nos inícios de 840, Frísia sofreu poucos ataques dos viquingues. Aparentemente viraram-se para o Oeste da França e para as terras anglo-saxónicas da Inglaterra. Em 843, Lotário, Luís e Carlos assinaram o Tratado de Verdun, terminando as suas disputas territoriais. Lotário necessitara de Rorico e de Haroldo para defender Frísia de ameaças externas, mas com a extinção de tais ameaças, os dois viquingues tornaram-se desnecessários. Por volta de 844, ambos foram acusados de traição e presos. As crónicas da época relatam dúvida sobre as acusações. Rorico conseguiria escapar mais tarde, enquanto que Haroldo provavelmente morreria prisioneiro.
De acordo com uma entrada de 850 nos Anais Fuldenses, "Rorico possuía Dorestad juntamente com seu irmão Haroldo no tempo do imperador Luís. Após a morte do imperador e de seu irmão foi denunciado como traidor - sendo isso falso segundo é dito - perante Lotário, que sucedera a seu pai no reino, sendo capturado e feito prisioneiro. Fugiu e tornou-se leal a Luís, o Germânico. Após permanecer lá durante anos, vivendo entre os Saxões, recrutou uma substancial força de dinamarqueses e iniciou uma carreira de pirata, devastando locais próximo das costas norte do reino de Lotário e acabando por tomar Dorestad. Na impossibilidade de o expulsar, e sob a indicação dos seus conselheiros e através de mediadores, o imperador Lotário recebeu-o novamente. As condições seriam as de que Rorico entregaria os impostos e outros assuntos fiscais da realeza, e resistiria aos ataques piratas dos dinamarqueses".
Os Anais Bertiniani também gravaram o evento: "Rorico, sobrinho de Haroldo, que recentemente deixou Lotário, criou exércitos de nórdicos com um vasto número de embarcações e deixaram Frísia e a ilha de Betuwe e outros locais nessa vizinhança navegando pelo Reno e pelo Waal. Lotário, como não conseguia esmagá-lo, recebeu-o e concedeu-lhe Dorestad e outros condados." Os Anais Xantenses relatam: "Hrørek (em latim: Rorik), irmão do mencionado mais novo Haroldo, que fora desonrado por Lotário, fugiu, exigiu Dorestad de volta, infligiu muito mal ao Cristãos."

### Governante de Dorestad
Após Rorico, juntamente com Godfrid Haraldsson, conquistar Dorestad e Utrecht em 850, o imperador Lotário I teve de aceitá-lo como governante de grande parte da Frísia. Dorestad fora um dos mais prósperos portos da Europa do Norte durante muito tempo. Aceitando Rorico como um dos seus sujeitos, Lotário conseguiu manter a cidade como parte do seu reino. A sua soberania ainda era reconhecida. Por exemplo, a cunhagem produzida no local continuou a ter o nome do Imperador. Por outro lado, Dorestad estava já em declínio económico. Deixá-lo ao seu destino não era um grande risco para o seu bem-estar.
O bispo Hunger da diocese de Utrecht teve de se mudar para Deventer (para o este).
Mais tarde, com Godofredo, Rorico foi à Dinamarca tentar obter o poder durante a guerra civil de 854, mas não foi bem sucedido.